# Love Me Do
Love Me Do je debutový singl anglické rockové skupiny The Beatles. Na straně A se nacházela stejnojmenná skladba, na straně B ji doprovázela píseň P.S. I Love You. Ve Spojeném království vyšla deska 5. října 1962 a umístila se na 17. místě žebříčku. V USA vyšla až v roce 1964 a stala se zde hitem číslo 1.
Píseň jako taková vznikla několik let před svým nahráním a ještě před existencí skupiny The Beatles. Na singlu vyniká hra Johna Lennona na harmoniku a vokály dvojice Lennon/McCartney. Beatles nahráli celkem tři verze Love Me Do, pokaždé s jiným bubeníkem – 6. června 1962 s Petem Bestem, 4. září 1962 s Ringem Starrem a 11. září 1962 s Andym Whitem. První verze postrádala Lennonovu harmoniku. Kvůli tomu ji The Beatles nechtěli vůbec vydat. Poté však přišel Lennon s nápadem přidat zde foukací harmoniku. Díky této harmonice se píseň dokončila a byla vydána jako singl.